# Хармоника
Хармоника е общо название за различни видове пневматични музикални инструменти, при които източникът на звук са закрепени от едната страна тънки пластинки, вибриращи от въздушен поток. Изборът на звучащите пластинки се извършва чрез натискане на клавиши (акордеон, баян) или чрез позициониране на устните върху отворите на инструмента (устна хармоника).

## Общ преглед
Инструментите-хармоники, известни като инструменти с пластинки, включват:
- Устна хармоника и устен орган, чисто духови инструменти

- Духови хармоники с клавиатура, като мелодика, триола, хармонета
- Концертни (ръчни инструменти), като акордеони (ръчни хармоники) и бандонеон
- Фисхармонка и хармониум, концертни инструменти, подобни на органи, но технически изпълнени с пластинки
- Гласхармоника, фрикционен идиофон, разработен през 1761 г. от Бенджамин Франклин

- Устен орган шенг
- Мелодика
- Триоли
- Баян
- Хармонета
- Фисхармоника